# Inquisitor jeffreysii
Inquisitor jeffreysii là một loài ốc biển, là động vật thân mềm chân bụng sống ở biển thuộc họ Turridae.

## Hình ảnh

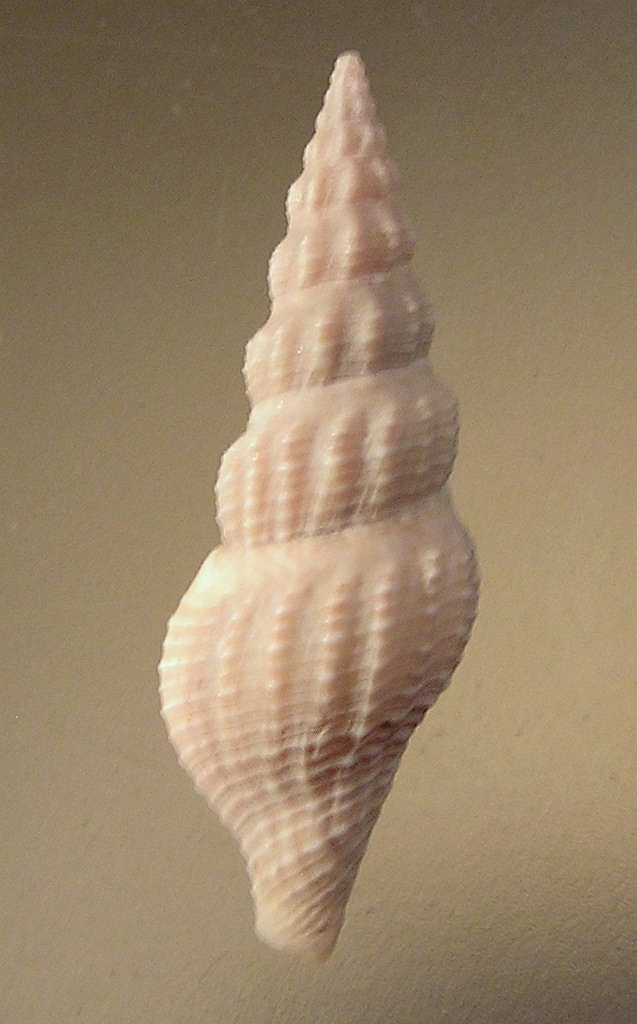